# Вилбертон Намбер Ван (Пенсилванија)
Вилбертон Намбер Ван (енгл. Wilburton Number One) насељено је место без административног статуса у америчкој савезној држави Пенсилванија.

## Демографија
По попису из 2010. године број становника је 196, што је 52 (-21,0%) становника мање него 2000. године.
| Група             | 2000.       | 2010.       |
| Белци             | 242 (97,6%) | 195 (99,5%) |
| Афроамериканци    | 0 (0,0%)    | 0 (0,0%)    |
| Азијати           | 0 (0,0%)    | 1 (0,5%)    |
| Хиспаноамериканци | 5 (2,0%)    | 0 (0,0%)    |
| Укупно            | 248         | 196         |